# Anne of the Thousand Days
Anne of the Thousand Days (prt: Rainha por Mil Dias; bra: Ana dos Mil Dias) é um filme de drama biográfico britânico de 1969 dirigido por Charles Jarrott, produzido por Hal B. Wallis e distribuído pela Universal Pictures. 
O filme conta a história de Ana Bolena. O roteiro é uma adaptação cinematográfica de Bridget Boland, Hale John e Richard Sokolove da peça de 1948 por Maxwell Anderson; o formato em versos brancos de Anderson foi mantido em apenas partes dos diálogos, como o monólogo na Torre de Londres.

## Sinopse
Em Londres de 1536, Rei Henrique VIII pondera assinar ou não o mandado de execução de sua segunda consorte, Ana Bolena. 
Nove anos antes, Henrique VIII revela suas insatisfações com sua esposa, Catarina de Aragão. Henrique está vivendo uma paixão secreta com Maria Bolena, filha de um de seus aliados, Sir Thomas Bolena, mas também não está feliz com a situação. Ana, irmã mais nova de Maria que regressou de uma estadia na França, cai nas graças do rei durante um baile da corte. Ana é noiva de Henry Percy e já foi prometida em casamento a ele. O Rei Henrique, no entanto, está obcecado pela jovem e ordena que o poderoso Cardeal Wolsey anule o noivado. 

## Elenco
- Richard Burton como Rei Henrique VIII
- Geneviève Bujold como Ana Bolena
- Anthony Quayle como Cardeal Thomas Wolsey
- Irene Pappás como Catarina de Aragão